# فهرست فیلم‌های آمریکایی ۲۰۱۹
این فهرستی از فیلم‌های سینمای آمریکا است که در سال ۲۰۱۹ منتشر شده‌است.

## گیشه
پرفروش‌ترین فیلم‌های آمریکایی که در سال ۲۰۱۹ اکران شده‌اند:
| رتبه | عنوان                       | ناشر                       | فروش داخلی   |
| ---- | --------------------------- | -------------------------- | ------------ |
| ۱    | انتقام‌جویان: پایان بازی     | استودیو سینمایی والت دیزنی | $۸۵۸٬۳۷۳٬۰۰۰ |
| ۲    | شیرشاه                      | استودیو سینمایی والت دیزنی | $۵۴۳٬۶۳۸٬۰۴۳ |
| ۳    | جنگ ستارگان: خیزش اسکای‌واکر | استودیو سینمایی والت دیزنی | $۵۱۵٬۲۰۲٬۵۴۲ |
| ۴    | یخ‌زده ۲                     | استودیو سینمایی والت دیزنی | $۴۷۷٬۳۷۳٬۵۷۸ |
| ۵    | داستان اسباب‌بازی ۴          | استودیو سینمایی والت دیزنی | $۴۳۴٬۰۳۸٬۰۰۸ |
| ۶    | کاپیتان مارول               | استودیو سینمایی والت دیزنی | $۴۲۶٬۸۲۹٬۸۳۹ |
| ۷    | مرد عنکبوتی: دور از خانه    | سونی پیکچرز                | $۳۹۰٬۵۳۲٬۰۸۵ |
| ۸    | علاءالدین                   | دیزنی                      | $۳۵۵٬۵۵۹٬۲۱۶ |
| ۹    | جوکر                        | برادران وارنر              | $۳۳۵٬۴۵۱٬۳۱۱ |
| ۱۰   | جومانجی: مرحله بعدی         | سونی                       | $۳۲۰٬۳۱۴٬۹۶۰ |

## ژانویه–مارس
| افتتاحیه    | افتتاحیه | عنوان                                       | شرکت تولیدکننده                                                       | بازیگران و عوامل تولید | ژانر                                                                        | منابع.       |
| ----------- | -------- | ------------------------------------------- | --------------------------------------------------------------------- | --- | --------------------------------------------------------------------------- | ------------ |
| ژ ا ن و ی ه | ۴        | اتاق فرار                                   | کلمبیا پیکچرز                                                         | آدام روبیتل (کارگردان); Bragi F. Schut, Maria Melnik (فیلمنامه); تیلور راسل، لوگان میلر، دبورا آن ول، تایلر لابین، جی الیس، نیک دودانی، یوریک ون واگنینگن                                                                | ترسناک، دلهره‌آور، مرموز                                                     | [ ۲ ]        |
| ژ ا ن و ی ه | ۴        | Rust Creek                                  | آی‌اف‌سی فیلمز                                                          | Jen McGowan (کارگردان); Julie Lipson (فیلمنامه); هرمایونی کورفیلد، Jay Paulson, شان اوبراین، Micah Hauptman | درام، دلهره‌آور، ترسناک                                                      | [ ۳ ]        |
| ژ ا ن و ی ه | ۴        | جلاد آمریکایی                               | Hangman Justice Productions                                           | Wilson Coneybeare (کارگردان/فیلمنامه); دونالد ساترلند، وینسنت کارتیسر، Oliver Dennis, Paul Braunstein | دلهره‌آور                                                                    | [ ۴ ]        |
| ژ ا ن و ی ه | ۱۱       | مسیر بازگشت یک سگ به خانه                   | کلمبیا پیکچرز                                                         | چارلز مارتین اسمیت (کارگردان); دابلیو. بروس کامرون (فیلمنامه); برایس دالاس هاوارد، ادوارد جیمز آلموس، الکساندرا شیپ، اشلی جاد، Jonah Haur-King, وس استودی                                                                | درام، خانوادگی                                                              | [ ۵ ]        |
| ژ ا ن و ی ه | ۱۱       | قسمت بالایی                                 | اس‌تی‌اکس انترتینمنت                                                    | نیل برگر (کارگردان); Jon Hartmere (فیلمنامه); برایان کرانستون، کوین هارت، نیکول کیدمن | کمدی، درام                                                                  | [ ۶ ]        |
| ژ ا ن و ی ه | ۱۱       | کپی‌ها                                       | استودیو انترتینمنت                                                    | Jeffrey Nachmanoff (کارگردان); Chad St. John (فیلمنامه); کیانو ریوز | علمی تخیلی، دلهره‌آور                                                        | [ ۷ ]        |
| ژ ا ن و ی ه | ۱۵       | After Darkness                              | Grindstone Entertainment Group                                        | Batan Silva (کارگردان); Fernando Diez Barroso (فیلمنامه); ناتالیا دایر، کیرا سجویک، تیم دالی | درام، خانوادگی، علمی تخیلی                                                  | [ ۸ ]        |
| ژ ا ن و ی ه | ۱۸       | شیشه                                        | یونیورسال استودیوز / استودیو سینمایی والت دیزنی / بلوم هاوس پروداکشنز | ام. نایت شیامالان (کارگردان/فیلمنامه); جیمز مک‌آووی، بروس ویلیس، ساموئل ال. جکسون، سارا پلسون، آنیا تیلور-جوی، اسپنسر تریت کلارک، چارلین وودارد                                                                           | ابرقهرمانی، دلهره‌آور، ترسناک                                                | [ ۹ ]        |
| ژ ا ن و ی ه | ۱۸       | نزدیک                                       | نت‌فلیکس                                                               | Vicky Jewson (کارگردان); Vicky Jewson, Rupert Whitaker (فیلمنامه); نومی راپاس، سوفی نیلیس، ایندیرا وارما، ایئوین مک‌کین                                                                                                   | اکشن، دلهره‌آور                                                              | [ ۱۰ ]       |
| ژ ا ن و ی ه | ۲۴       | آرزوی نهایی                                 | BondIt Media Capital / Global Renaissance Entertainment Group         | تیموتی وودوارد جونیور (کارگردان); Jeffrey Reddick, William Halfon, Jonathan Doyle (فیلمنامه); لین شی، Michael Welch, ملیسا بولونا، اسپنسر لاک، تونی تاد                                                                  | ترسناک، معمایی                                                              | [ ۱۱ ]       |
| ژ ا ن و ی ه | ۲۵       | پسری که شاه خواهد شد                        | فاکس قرن بیستم / ورکینگ تایتل فیلمز                                   | جو کرنیش (کارگردان/فیلمنامه); Louis Ashbourne Serkis, Dean Chaumoo, تام تیلور, Rhianna Doris, Angus Imrie, ربکا فرگوسن، پاتریک استوارت                                                                                   | خیال‌پردازی، ماجراجویی، خانوادگی                                             | [ ۱۲ ]       |
| ژ ا ن و ی ه | ۲۵       | آرامش                                       | Aviron Pictures / Global Road Entertainment                           | استیون نایت (کارگردان/فیلمنامه); متیو مک‌کانهی، ان هتوی، جیسون کلارک، داین لین، جایمن هانسو | درام، دلهره‌آور                                                              | [ ۱۳ ]       |
| ف و ر ی ه   | ۱        | میس بالا                                    | کلمبیا پیکچرز                                                         | کاترین هاردویک (کارگردان); Gareth Dunnet-Alcocer (فیلمنامه); جینا رادریگز، Ismael Cruz Córdova, آنتونی مکی | جنایی، اکشن، دلهره‌آور                                                       | [ ۵ ] [ ۱۴ ] |
| ف و ر ی ه   | ۱        | اره چرخی مخملی                              | نت‌فلیکس                                                               | دن گیلروی (کارگردان/فیلمنامه); جیک جیلنهال، رنه روسو، تونی کولت، زوی اشتن، تام استاریج، ناتالیا دایر، داوید دیگز، بیلی مگنوسن، جان مالکوویچ                                                                              | ترسناک، دلهره‌آور                                                            | [ ۱۵ ]       |
| ف و ر ی ه   | ۸        | فیلم لگو ۲: بخش دوم                         | برادران وارنر / Warner پویانمایی Group                                | Mike Mitchell (کارگردان); Phil Lord, Christopher Miller (فیلمنامه); کریس پرت، الیزابت بنکس، تیفانی هدیش، ویل آرنت، استفانی بیاتریز، چارلی دی، الیسون بری، نیک آفرمن، مایا رودولف                                         | پویانمایی، خانوادگی، اکشن، ماجراجویی، علمی تخیلی، خیال‌پردازی، کمدی، موزیکال | [ ۱۶ ]       |
| ف و ر ی ه   | ۸        | آنچه مردان می‌خواهند                         | Paramount Players / Will Packer Productions                           | آدام شنکمن (کارگردان); Tina Gordon Chism (فیلمنامه); تراجی پی. هنسون، تریسی مورگان، ماکس گرینفیلد، آلدیس هاج، وندی مک‌لندن کاوی                                                                                           | کمدی                                                                        | [ ۱۷ ]       |
| ف و ر ی ه   | ۸        | تعقیب سرد                                   | سامیت انترتینمنت / استودیوکانال                                       | هانس پتر مولاند (کارگردان); Frank Baldwin (فیلمنامه); لیام نیسون، Tom Bateman, Tom Jackson, امی رسوم، دومنیک لامباردوتزی، جولیا جونز، جان دومن، لورا درن                                                                 | اکشن، دلهره‌آور                                                              | [ ۱۸ ]       |
| ف و ر ی ه   | ۸        | High Flying Bird                            | نت‌فلیکس / Extension 765                                               | استیون سودربرگ (کارگردان); تارل الوین مکرینی (فیلمنامه); اندره هلند، زازی بیتز، Melvin Gregg, سونیا سن، زکری کینتو، کایل مک‌لاکلن، بیل دوک                                                                                | ورزشی، درام                                                                 | [ ۱۹ ]       |
| ف و ر ی ه   | ۸        | The Prodigy                                 | اوریون پیکچرز / ایکس‌وای‌زد فیلمز                                       | Nicholas McCarthy (کارگردان); Jeff Buhler (فیلمنامه); تیلور شیلینگ، پیتر مونی، کلم فیور | ترسناک، دلهره‌آور                                                            | [ ۲۰ ]       |
| ف و ر ی ه   | ۱۳       | Isn't It Romantic                           | برادران وارنر / نیو لاین سینما / نت‌فلیکس                              | Todd Strauss-Schulson (کارگردان); ارین کاردیلو، Dana Fox, کیتی سیلبرمن (فیلمنامه); ربل ویلسون، لیام همسورث، آدام دیواین، پریانکا چوپرا، بتی گیلپین، Brandon Scott Jones                                                  | رمانتیک، کمدی، خیال‌پردازی                                                   | [ ۲۱ ]       |
| ف و ر ی ه   | ۱۳       | روز مرگت مبارک ۲                            | یونیورسال استودیوز / بلوم هاوس پروداکشنز                              | کریستوفر لندون (کارگردان/فیلمنامه); جسیکا راث، ایزرائیل بروسارد، Phi Vu, سورج شارما، Sarah Yarkin, Ruby Modine, Steve Zissis                                                                                             | ترسناک، کمدی                                                                | [ ۲۲ ]       |
| ف و ر ی ه   | ۱۴       | آلیتا: فرشته جنگ                            | فاکس قرن بیستم / لایتستورم اینترتینمنت                                | رابرت رودریگز (کارگردان); جیمز کامرون، Laeta Kalogridis (فیلمنامه); رزا سلزار، کریستف والتس، جنیفر کانلی، ماهرشالا علی، اد اسکرین، جکی ارل هیلی، Keean Johnson                                                           | علمی تخیلی، اکشن، ماجراجویی، رمانتیک                                        | [ ۲۳ ]       |
| ف و ر ی ه   | ۲۲       | چگونه اژدهای خود را تربیت کنیم: دنیای پنهان | یونیورسال استودیوز / دریم‌ورکس انیمیشن                                 | دین دبلوا (کارگردان/فیلمنامه); جی باروشل، آمریکای فررا، کیت بلانشت، کریگ فرگوسن، اف. موری آبراهام | پویانمایی، خیال‌پردازی، کمدی، اکشن، ماجراجویی                                | [ ۲۴ ]       |
| ف و ر ی ه   | ۲۲       | مبارزه با خانواده ام                        | مترو گلدوین مایر                                                      | استیون مرچنت (کارگردان/فیلمنامه); فلورنس پیو، لینا هیدی، نیک فراست، جک لودن، وینس وان، دواین جانسون | کمدی، درام                                                                  | [ ۲۵ ]       |
| م ا ر س     | ۱        | Tyler Perry's A Madea خانوادگی Funeral      | لاینزگیت                                                              | تایلر پری (کارگردان); Jason Rogers (فیلمنامه); Tyler Perry, Courtney Burrell, Patrice Lovely | کمدی                                                                        | [ ۲۶ ]       |
| م ا ر س     | ۱        | Greta                                       | فوکس فیچرز                                                            | نیل جردن (کارگردان/فیلمنامه); Ray Wright (فیلمنامه); ایزابل هوپر، کلویی گریس مورتس، مایکا مونرو، کلم فیور، استیون ری | ترسناک، درام، دلهره‌آور                                                      | [ ۲۷ ]       |
| م ا ر س     | ۶        | مرز سه‌گانه                                  | نت‌فلیکس                                                               | جی. سی. چاندور (کارگردان/فیلمنامه); مارک بول (فیلمنامه); بن افلک، اسکار آیزاک، چارلی هونام، گرت هدلند، پدرو پاسکال | اکشن، جنایی، دلهره‌آور                                                       | [ ۲۸ ]       |
| م ا ر س     | ۸        | کاپیتان مارول                               | مارول استودیوز                                                        | آنا بودن و رایان فلک، آنا بودن و رایان فلک (کارگردانs/فیلمنامه); Geneva Robertson-Dworet (فیلمنامه); بری لارسون، ساموئل ال. جکسون، بن مندلسون، جایمن هانسو، لی پیس، Lashana Lynch, جما چان، آنت بنینگ، کلارک گرگ، جود لا | ابرقهرمانی، اکشن، ماجراجویی، علمی تخیلی                                     | [ ۲۹ ]       |
| م ا ر س     | ۸        | د کید                                       | لاینزگیت فیلمز                                                        | وینسنت دن آفریو (کارگردان); Andrew Lanham (فیلمنامه); ایثن هاک، دین دی‌هان، Jake Schur, Leila George, آدام بالدوین، کریس پرت                                                                                              | وسترن، اکشن، دلهره‌آور، درام                                                 | [ ۳۰ ]       |
| م ا ر س     | ۱۵       | پارک شگفت‌انگیز                              | پارامونت پیکچرز / پارامونت انیمیشن / نیکلودئون موویز                  | Josh Appelbaum, Andre Nemec (فیلمنامه); Brianna Denski, Ken Hudson Campbell, متیو برودریک، جنیفر گارنر، کینن تامسون، کن جیونگ، ریچارد کیند، میلا کونیس، دیوید کراس، جان اولیور                                           | پویانمایی، ماجراجویی، خیال‌پردازی، خانوادگی، کمدی، درام                      | [ ۳۱ ]       |
| م ا ر س     | ۱۵       | ایالت محبوس                                 | فوکس فیچرز / رسانه پارتیکیپنت                                         | روپرت وایت (کارگردان/فیلمنامه); Erica Beeney (فیلمنامه); جان گودمن، اشتون ساندرس، Jonathan Majors, Machine Gun Kelly, ورا فارمیگا                                                                                        | علمی تخیلی، دلهره‌آور، اکشن                                                  | [ ۳۲ ]       |
| م ا ر س     | ۱۵       | نانسی درو و پلکان پنهان                     | برادران وارنر / A Very Good Production                                | Katt Shea (کارگردان); Nina Fiore, John Herrera (فیلمنامه); سوفیا لیلیس، Zoe Renee, Mackenzie Graham, لورا اسلید ویگینز، سام ترمل، لیندا لوین                                                                             | معمایی، کمدی، درام                                                          | [ ۳۳ ]       |
| م ا ر س     | ۱۵       | عواقب                                       | فاکس سرچلایت پیکچرز                                                   | James Kent (کارگردان); Joe Shrapnel, Anna Waterhouse (فیلمنامه); الکساندر اسکارشگرد، کیرا نایتلی، جیسون کلارک | درام                                                                        | [ ۳۴ ]       |
| م ا ر س     | ۱۵       | پنج فوت جدا                                 | لاینزگیت / سی‌بی‌اس فیلمز                                               | Justin Baldoni (کارگردان); Mikki Daughtry, Tobias Iaconis (فیلمنامه); کول میچل اسپراوس، هالی لو ریچاردسون | رمانتیک، نوجوانی، درام                                                      | [ ۳۵ ]       |
| م ا ر س     | ۱۵       | مأموران بزرگراه                             | نت‌فلیکس                                                               | جان لی هنکاک (کارگردان); جان فاسکو (فیلمنامه); کوین کاستنر، وودی هارلسون، کتی بیتس، جان کارول لینچ، کیم دیکنز، Thomas Mann, William Sadler                                                                               | جنایی                                                                       | [ ۳۶ ]       |
| م ا ر س     | ۱۵       | Red 11                                      | Double R                                                              | رابرت رودریگز (کارگردان); Robert Rodriguez, Racer Rodriguez (فیلمنامه); Roby Attal, Lauren Hatfield, Alejandro Rose Garcia, Brently Heilbron, Katherine Willis, Carlos Gallardo                                          | علمی تخیلی، ترسناک                                                          | [ ۳۷ ]       |
| م ا ر س     | ۱۵       | هرگز پیر نشو                                | صبان فیلمز / کانال+ / Ciné+                                           | Ivan Kavanagh (کارگردان/فیلمنامه); امیل هرش، Tim Ahern, دبورا فرانسوا، جان کیوسک، Danny Webb, Sam Louwyck | وسترن، اکشن، درام                                                           | [ ۳۸ ]       |
| م ا ر س     | ۱۹       | تهدید سه‌گانه                                | WWE Studios / TF1 Séries Films / Ingenious Media                      | جسی وی. جانسون (کارگردان); Dwayne Smith (فیلمنامه); تونی جا، ایکو اویس، تیگر چن، اسکات ادکینز، Yanin Vismitananda, سلینا جید، مایکل بیسپینگ، مایکل جای وایت                                                              | اکشن، دلهره‌آور                                                              | [ ۳۹ ]       |
| م ا ر س     | ۲۲       | ما                                          | یونیورسال استودیوز / Monkeypaw Productions / پرفکت ورلد پیکچرز        | جوردن پیل (کارگردان/فیلمنامه); لوپیتا نیونگو، وینستون دوک، Shahadi Wright Joseph, Evan Alex, الیزابت ماس، Tim Heidecker                                                                                                  | ترسناک، دلهره‌آور                                                            | [ ۴۰ ]       |
| م ا ر س     | ۲۲       | هتل بمبئی                                   | Thunder Road Pictures / Arclight Films                                | Anthony Maras (کارگردان); John Collee, Anthony Maras (فیلمنامه); دو پتل، آرمی همر، نازنین بنیادی، Tilda Cobham-Hervey, انوپم کهیر، جیسون آیزکس                                                                           | زندگی‌نامه‌ای، دلهره‌آور                                                       | [ ۴۱ ]       |
| م ا ر س     | ۲۲       | The Dirt                                    | نت‌فلیکس                                                               | جف ترمین (کارگردان): تام کاپینوس، Amanda Adelson, Rich Wilkes (فیلمنامه); داگلاس بوث، ایوان ریان، Machine Gun Kelly, Daniel Webber                                                                                       | زندگی‌نامه‌ای، درام                                                           | [ ۴۲ ]       |
| م ا ر س     | ۲۹       | دامبو                                       | والت دیزنی پیکچرز                                                     | تیم برتون (کارگردان); ایرن کروگر (فیلمنامه); کالین فارل، مایکل کیتون، دنی دویتو، اوا گرین، Nico Parker, Finley Hobbins, آلن آرکین                                                                                        | خیال‌پردازی، خانوادگی، ماجراجویی، درام                                       | [ ۴۳ ]       |
| م ا ر س     | ۲۹       | بطری ساحلی                                  | نئون                                                                  | هارمونی کورین (کارگردان/فیلمنامه); متیو مک‌کانهی، زک افران، جونا هیل، آیلا فیشر، جیمی بافت، اسنوپ داگ، مارتین لارنس | کمدی                                                                        | [ ۴۴ ]       |
| م ا ر س     | ۲۹       | برنامه‌ریزی نشده                             | Pure Flix                                                             | Chuck Konzelman, Cary Soloman (کارگردان/فیلمنامه); Ashley Bratcher, Brooks Ryan, Robia Scott | درام، Faith                                                                 | [ ۴۵ ]       |

## آپریل–ژوئن
| افتتاحیه  | افتتاحیه | عنوان                                        | شرکت تهیه‌کننده                                              | بازیگران و عوامل تولید | ژانر                                                            | منابع.  |
| --------- | -------- | -------------------------------------------- | ----------------------------------------------------------- | --- | --------------------------------------------------------------- | ------- |
| آ و ر ی ل | ۵        | شزم!                                         | برادران وارنر / نیو لاین سینما / دی‌سی کامیکس                | دیوید اف. سندبرگ (کارگردان); Henry Gayden (فیلمنامه); زکری لی‌وای، اشر آنجل، مارک استرانگ، جک دیلن گریزر، جایمن هانسو | ابرقهرمانی، اکشن، ماجراجویی، کمدی                               | [ ۴۶ ]  |
| آ و ر ی ل | ۵        | غبرستان حیوانات خانگی                        | پارامونت پیکچرز                                             | Kevin Kolsch, Dennis Widmyer (کارگردانs); Jeff Buhler (فیلمنامه); جیسون کلارک، ایمی سایمتز، جان لیسگو | ترسناک، دلهره‌آور                                                | [ ۴۷ ]  |
| آ و ر ی ل | ۵        | بهترین دشمنان                                | اس‌تی‌اکس انترتینمنت                                          | Robin Bissell (کارگردان/فیلمنامه); تراجی پی. هنسون، سم راکول | درام                                                            | [ ۴۸ ]  |
| آ و ر ی ل | ۵        | حیات والا                                    | ای ۲۴ / آرته / زد د اف / کانال+ / Ciné+                     | کلر دنی (کارگردان/فیلمنامه); Jean-Pol Fargeau (فیلمنامه); رابرت پتینسون، ژولیت بینوش، André Benjamin, میا گاث | ماجراجویی، علمی تخیلی، ترسناک، درام، معمایی                     | [ ۴۹ ]  |
| آ و ر ی ل | ۵        | The Haunting of Sharon Tate                  | صبان فیلمز / ولتیج پیکچرز                                   | Daniel Farrands (کارگردان/فیلمنامه); هیلاری داف، Jonathan Bennett, لیدیا هرست، پاوو شایدا | ترسناک، دلهره‌آور                                                | [ ۵۰ ]  |
| آ و ر ی ل | ۵        | The Wind                                     | IFC Midnight                                                | Emma Tammi (کارگردان); Teresa Sutherland (فیلمنامه); کیتلین جرالد، اشلی زوکرمن، جولیا گولدانی تلس، مایلز اندرسون | ترسناک، وسترن                                                   | [ ۵۱ ]  |
| آ و ر ی ل | ۱۰       | سکوت                                         | نت‌فلیکس                                                     | جان آر. لئونتی (کارگردان); Carey Van Dyke, شین ون دایک (فیلمنامه); کرنان شیپکا، استنلی توچی، میراندا اتو، جان کوربت | ترسناک                                                          | [ ۵۲ ]  |
| آ و ر ی ل | ۱۲       | پسر جهنمی                                    | سامیت انترتینمنت / Millennium Films                         | نیل مارشال (کارگردان); Andrew Cosby (فیلمنامه); دیوید هاربر، میلا یوویچ، ایان مک‌شین، ساشا لین، دنیل دای کیم، سوفی اوکوندو، پنلوپه میچل، توماس هیدن چرچ | ابرقهرمانی، ترسناک، خیال‌پردازی                                  | [ ۵۳ ]  |
| آ و ر ی ل | ۱۲       | Little                                       | یونیورسال استودیوز / Will Packer Productions                | Tina Gordon (کارگردان); Camilla Blackett (فیلمنامه); ایسا رای, رجینا هال، مارسای مارتین | کمدی، خیال‌پردازی                                                | [ ۵۴ ]  |
| آ و ر ی ل | ۱۲       | لینک گمشده                                   | آناپورنا پیکچرز / Laika                                     | Chris Butler (کارگردان/فیلمنامه); هیو جکمن، زک گالیفیناکیس، زوئی سالدانیا، اما تامپسون، استیون فرای، دیوید ویلیامز، تیموتی اولفینت، مت لوکاس، آمریتا آکاریا | پویانمایی، ماجراجویی، کمدی                                      | [ ۵۵ ]  |
| آ و ر ی ل | ۱۲       | بعد از آن                                    | Aviron Pictures                                             | Jenny Gage (کارگردان/فیلمنامه); Susan McMartin, Tamara Chestna (فیلمنامه); جوزفین لانگفورد، هیرو فاینس-تیفین، سلما بلر، پیا میا، پیتر گلگر | درام، رمانتیک                                                   | [ ۵۶ ]  |
| آ و ر ی ل | ۱۲       | بوی او                                       | Bow and Arrow Entertainment / Faliro House Productions      | الکس راس پری (کارگردان/فیلمنامه); الیزابت ماس، کارا دلوین، دن استیونز، اگنس دین، Gayle Rankin, اشلی بنسون، Dylan Gelula, ویرجینیا مادسن، امبر هرد | درام، Music                                                     | [ ۵۷ ]  |
| آ و ر ی ل | ۱۷       | خط‌شکنی                                       | فاکس قرن بیستم                                              | روکسان داوسن (کارگردان); Grant Nieporte (فیلمنامه); کریسی متز، جاش لوکاس، توفر گریس، مایک کولتر، Marcel Ruiz, سام ترمل، دنیس هیزبرت | Faith, درام                                                     | [ ۵۸ ]  |
| آ و ر ی ل | ۱۷       | Penguins                                     | دیزنی نیچر                                                  | Alastair Fothergill (کارگردان), Jeff Wilson (co-کارگردان); اد هلمز | مستند                                                           | [ ۵۹ ]  |
| آ و ر ی ل | ۱۹       | نفرین لیورونا                                | برادران وارنر / نیو لاین سینما                              | Michael Chaves (کارگردان); Mikki Daughtry, Tobias Iaconis (فیلمنامه); لیندا کاردلیانی، ریموند کروز، پاتریشیا ولاسکوئز | ترسناک، دلهره‌آور                                                | [ ۶۰ ]  |
| آ و ر ی ل | ۱۹       | زیر دریاچه نقره‌ای                            | A24                                                         | دیوید رابرت میچل (کارگردان/فیلمنامه); اندرو گارفیلد، رایلی کیئو، توفر گریس | معمایی، دلهره‌آور، کمدی                                          | [ ۶۱ ]  |
| آ و ر ی ل | ۱۹       | خانوادگی                                     | Stage 6 Films / Naegle Ink                                  | Laura Steinel (کارگردان/فیلمنامه); تیلور شیلینگ، برایان تایری هنری، Bryn Vale, الیسن تولمن، کیت مک‌کینون | کمدی                                                            | [ ۶۲ ]  |
| آ و ر ی ل | ۱۹       | Fast Color                                   | Codeblack Films                                             | Julia Hart (کارگردان/فیلمنامه); جردن هوروویتس (فیلمنامه); گوگو امبتا-را، لورین توسان، Saniyya Sidney, کریستوفر دنهام، دیوید استراترن | ابرقهرمانی، علمی تخیلی، دلهره‌آور، درام                          | [ ۶۳ ]  |
| آ و ر ی ل | ۲۳       | I Spit on Your Grave: Deja Vu                | Deja Vu LLC                                                 | Meir Zarchi (کارگردان/فیلمنامه); کامیل کیتون، Maria Olsen, Meir Zarchi | ترسناک، دلهره‌آور                                                | [ ۶۴ ]  |
| آ و ر ی ل | ۲۶       | انتقام‌جویان: پایان بازی                      | مارول استودیوز                                              | Anthony and Joe Russo (کارگردانs); کریستوفر مارکوس و استیون مک‌فیلی (فیلمنامه); رابرت داونی جونیور، Chris Evans, مارک رافلو، کریس همسورث، اسکارلت جوهانسون، جرمی رنر، دان چیدل، پل راد، بری لارسون، کارن گیلان، دانای گوریرا، بندیکت وانگ، جان فاورو، بردلی کوپر، گوئینت پالترو، جاش برولین | ابرقهرمانی، Epic, اکشن، ماجراجویی، علمی تخیلی، خیال‌پردازی، درام | [ ۶۵ ]  |
| آ و ر ی ل | ۲۶       | I Trapped the Devil                          | IFC Midnight                                                | Josh Lobo (کارگردان/فیلمنامه); A. J. Bowen, Scott Poythress, Susan Burke, جاسلین داناهیو، کریس سولیوان | ترسناک                                                          | [ ۶۶ ]  |
| آ و ر ی ل | ۲۶       | جسدی در برایتون راک                          | SoapBox Films / ProtoStar Pictures                          | Roxanne Benjamin (کارگردان/فیلمنامه); Karina Fontes, Casey Adams, Emily Althaus, مارتین اسپانجرز، Susan Burke, جان گتز | ترسناک، دلهره‌آور                                                | [ ۶۷ ]  |
| آ و ر ی ل | ۲۷       | Buffaloed                                    | Lost City / Blue Ice Pictures                               | Tanya Wexler (کارگردان); برایان ساکا (فیلمنامه); زوئی دویچ، Jermaine Fowler, جودی گریر، جای کورتنی | کمدی، درام                                                      | [ ۶۸ ]  |
| م ی       | ۳        | لانگ شات                                     | سامیت انترتینمنت / Good Universe / Point Grey Pictures      | جاناتان لوین (کارگردان); Dan Sterling (فیلمنامه); ست روگن، شارلیز ترون، اوشی جکسون جونیور، اندی سرکیس، جون دایان ری‌فیل، باب ادنکیرک، الکساندر اسکارشگرد | کمدی، رمانتیک                                                   | [ ۶۹ ]  |
| م ی       | ۳        | مزاحم                                        | اسکرین جمز                                                  | Deon Taylor (کارگردان); دیوید لاگری (فیلمنامه); دنیس کواید، مایکل ایلی، مگان گود، جوزف سیکورا | دلهره‌آور                                                        | [ ۷۰ ]  |
| م ی       | ۳        | عروسک‌های زشت                                 | اس‌تی‌اکس انترتینمنت / Reel FX پویانمایی Studios              | کلی اشبری (کارگردان); Alison Peck (فیلمنامه); کلی کلارکسون، Pitbull, نیک جوناس، واندا سایکس، گابریل ایگلسیاس، بلیک شلتون، جنل مونی، اما رابرتس، وانگ لیهوم، بی‌بی رکسا، چارلی ایکس‌سی‌ایکس، لیزو                                                                                              | پویانمایی، کمدی، موزیکال                                        | [ ۷۱ ]  |
| م ی       | ۳        | فوق‌العاده شرور، به طرز وحشتناکی شیطانی و پست | نت‌فلیکس / اسکای موویز                                       | Joe Berlinger (کارگردان); Michael Werwie (فیلمنامه); زک افران، لی‌لی کالینز، کایا اسکودلاریو، جان مالکوویچ، جفری داناوان، آنجلا سارافیان، دیلن بیکر، برایان گراتی، جیم پارسونز، هالی جوئل آزمنت                                                                                             | Biography, جنایی، دلهره‌آور، درام                                | [ ۷۲ ]  |
| م ی       | ۱۰       | کارآگاه پیکاچو                               | برادران وارنر / لجندری پیکچرز / پوکمان                      | راب لترمن (کارگردان/فیلمنامه); Dan Hernandez, Benji Samit, Derek Connolly (فیلمنامه); رایان رینولدز، جاستیس اسمیث، کاترین نیوتون، سوکی واترهاوس، Omar Chaparro, کریس گیر، کن واتانابه، بیل نای                                                                                             | معمایی، اکشن، کمدی، علمی تخیلی، خیال‌پردازی                      | [ ۷۳ ]  |
| م ی       | ۱۰       | فریب‌کاری                                     | مترو گلدوین مایر                                            | کریس آدیسون (کارگردان); جک شفر (فیلمنامه); ان هتوی، ربل ویلسون، Alex Sharp, دین نوریس | کمدی                                                            | [ ۷۴ ]  |
| م ی       | ۱۰       | تالکین                                       | فاکس سرچلایت پیکچرز                                         | دمه کاروکسکی (کارگردان); David Gleeson, Stephen Beresford (فیلمنامه); نیکلاس هولت، لی‌لی کالینز، کالم مینی، درک جاکوبی | Biography, درام                                                 | [ ۷۵ ]  |
| م ی       | ۱۰       | Poms                                         | اس‌تی‌اکس انترتینمنت / Sierra/Affinity                        | Zara Hayes (کارگردان/فیلمنامه); Shane Atkinson (فیلمنامه); داین کیتن، جکی ویور، پم گریر، رئا پرلمان، سلیا وستون، فیلیس سامرویل | کمدی                                                            | [ ۷۶ ]  |
| م ی       | ۱۰       | پروفسور و مرد دیوانه                         | ورتیکال انترتینمنت                                          | P.B. Shemran (کارگردان، فیلمنامه); Todd Komarnicki (فیلمنامه); مل گیبسون، شان پن، ناتالی دورمر، ادی مارسن، جنیفر ایلی، دیوید اوهارا، یوان گریفید، استیون دیلین، استیو کوگان | درام                                                            | [ ۷۷ ]  |
| م ی       | ۱۷       | جان ویک: بخش ۳ – پارابلوم                    | سامیت انترتینمنت                                            | چاد استاهلسکی (کارگردان); Derek Kolstad (فیلمنامه); کیانو ریوز، هلی بری، لارنس فیشبرن، مارک داکاسیوس، آسیا کیت دیلون، لنس ردیک، آنجلیکا هیوستون، ایان مک‌شین | اکشن، دلهره‌آور                                                  | [ ۷۸ ]  |
| م ی       | ۱۷       | سفر یک سگ                                    | یونیورسال استودیوز / امبلین اینترتینمنت / رسانه والدن       | گیل مانکوزو (کارگردان); دابلیو. بروس کامرون، Cathryn Michon, Wally Wolodarsky, Maya Forbes (فیلمنامه); دنیس کواید، جاش گد، مارگ هلگنبرگر، بتی گیلپین، Kathryn Prescott, Henry Lau | خیال‌پردازی، درام                                                | [ ۷۹ ]  |
| م ی       | ۱۷       | خورشید هم یک ستاره است                       | برادران وارنر / مترو گلدوین مایر                            | رای روسو یانگ (کارگردان); Tracy Oliver (فیلمنامه); یارا شهیدی، Charles Melton, جان لگویزمائو | درام، رمانتیک                                                   | [ ۸۰ ]  |
| م ی       | ۱۷       | پروفسور                                      | اوپن رود فیلمز / صبان فیلمز                                 | Wayne Roberts (کارگردان/فیلمنامه); جانی دپ، رزمری دویت، دنی هوستون، زوئی دویچ، ران لیوینگستون، اودسا یانگ | کمدی، درام                                                      | [ ۸۱ ]  |
| م ی       | ۱۷       | سوغات                                        | A24                                                         | جانانا هاگ (کارگردان/فیلمنامه); Honor Swinton Byrne, Tom Burke, تیلدا سوینتن، ریچارد آیوادی | درام                                                            | [ ۸۲ ]  |
| م ی       | ۲۲       | The Tomorrow Man                             | Bleecker Street                                             | Noble Jones (کارگردان، فیلمنامه); جان لیسگو، بلایث دانر، درک سسیل، کیتی اسلتون، سوفی تاچر, ایو هارلو | درام                                                            | [ ۸۳ ]  |
| م ی       | ۲۴       | علاءالدین                                    | والت دیزنی پیکچرز                                           | گای ریچی (کارگردان/فیلمنامه); جان اوگست (فیلمنامه); ویل اسمیت، مینا مسعود، نیومی اسکات، مروان کنزاری، نوید نگهبان، نسیم پدراد، بیلی مگنوسن، نومان اکار، آلن تودیک، فرانک ولکر | موزیکال، خیال‌پردازی، ماجراجویی، رمانتیک                         | [ ۸۴ ]  |
| م ی       | ۲۴       | برایت‌برن                                     | اسکرین جمز / Stage 6 Films                                  | David Yarovesky (کارگردان); Brian Gunn, Mark Gunn (فیلمنامه); الیزابت بنکس، دیوید دنمان، Jackson A. Dunn | ترسناک، ابرقهرمانی، علمی تخیلی                                  | [ ۸۵ ]  |
| م ی       | ۲۴       | بوک اسمارت                                   | آناپورنا پیکچرز / Gloria Sanchez Productions                | اولیویا وایلد (کارگردان); Emily Halpern, Sarah Haskins, کیتی سیلبرمن، سوزانا فوگل (فیلمنامه); کیتلین دیور، بنی فلداستین، Jessica Williams, نوئا گلوین، بیلی لورد، لیسا کودرو، ویل فورته، جیسون سودیکیس                                                                                     | کمدی                                                            | [ ۸۶ ]  |
| م ی       | ۲۴       | The Perfection                               | نت‌فلیکس / میرامکس                                           | ریچارد شپارد (کارگردان); Richard Shepard, Eric Charmelo, Nicole Snyder (فیلمنامه); Allison Williams, لوگان براونینگ، استیون وبر, الینا هافمن | درام، ترسناک، دلهره‌آور                                          | [ ۸۷ ]  |
| م ی       | ۲۹       | همیشه شاید من باش                            | نت‌فلیکس                                                     | نهناتچکا خان (کارگردان); الی وانگ، رندل پارک، Michael Golamco (فیلمنامه); Ali Wong, Randall Park, دنیل دای کیم، کیانو ریوز | رمانتیک، کمدی                                                   | [ ۸۸ ]  |
| م ی       | ۳۱       | Godzilla: King of the Monsters               | برادران وارنر / لجندری پیکچرز                               | مایکل دووگرتی (کارگردان/فیلمنامه); Zach Shields, Max Borenstein (فیلمنامه); کایل چندلر، ورا فارمیگا، میلی بابی براون، کن واتانابه، برادلی وایتفورد، سالی هاوکینز، چارلز دنس، توماس میدلتیچ، آیشا هیندز، اوشی جکسون جونیور، دیوید استراترن، جانگ زئی                                        | اکشن، ماجراجویی، علمی تخیلی                                     | [ ۸۹ ]  |
| م ی       | ۳۱       | راکت‌من                                       | پارامونت پیکچرز / مارو استودیوز / راکت پیکچرز               | دکستر فلچر (کارگردان); Lee Hall (فیلمنامه); تارون اجرتون، جیمی بل، ریچارد مدن، برایس دالاس هاوارد | Biography, درام، موزیکال                                        | [ ۹۰ ]  |
| م ی       | ۳۱       | ما                                           | یونیورسال استودیوز / بلوم هاوس پروداکشنز                    | تیت تیلور (کارگردان/فیلمنامه); Scotty Landes (فیلمنامه); اکتاویا اسپنسر، جولیت لوئیس، دایانا سیلورز، Corey Fogelmanis, Luke Evans | ترسناک، دلهره‌آور                                                | [ ۹۱ ]  |
| ژ و ئ ن   | ۷        | Dark Phoenix                                 | فاکس قرن بیستم / مارول انترتینمنت                           | سیمون کینبرگ (کارگردان/فیلمنامه); جیمز مک‌آووی، مایکل فاسبندر، جنیفر لارنس، نیکلاس هولت، سوفی ترنر، تای شرایدن، الکساندرا شیپ، کدی اسمیت-مک‌فی، ایوان پیترز، جسیکا چستین | ابرقهرمانی، اکشن، ماجراجویی، علمی تخیلی                         | [ ۱۲ ]  |
| ژ و ئ ن   | ۷        | زندگی پنهان حیوانات خانگی ۲                  | یونیورسال استودیوز / Illumination                           | Chris Renaud (کارگردان); Jonathan del Val (co-کارگردان); Brian Lynch (فیلمنامه); پتن اسوالت، اریک استون استریت، کوین هارت، جنی سلیت، تیفانی هدیش، لیک بل، نیک کرول، دینا کاروی، الی کمپر، Chris Renaud, هانیبال بورس، بابی موینیهان، هریسون فورد                                           | پویانمایی، کمدی، ماجراجویی                                      | [ ۹۲ ]  |
| ژ و ئ ن   | ۷        | آخر شب                                       | آمازون استودیوز                                             | نیشا گاناترا (کارگردان); میندی کالینگ (فیلمنامه); اما تامپسون، Mindy Kaling, مکس کاسلا، هیو دنسی، جان لیسگو، دنی اوهر، Reid Scott, ایمی رایان | کمدی، درام                                                      | [ ۹۳ ]  |
| ژ و ئ ن   | ۷        | آخرین مرد سیاه‌پوست در سان فرانسیسکو          | A24 / پلن بی انترتینمنت                                     | Joe Talbot (کارگردان/فیلمنامه); Rob Richert (فیلمنامه); Jimmie Fails, Jonathan Majors, دنی گلاور، تچینا آرنولد، Rob Morgan, مایک اپس، فین ویتراک، تورا برچ | کمدی، درام                                                      | [ ۹۴ ]  |
| ژ و ئ ن   | ۷        | Changeland                                   | Gravitas Ventures                                           | ست گرین (کارگردان/فیلمنامه); برکین مایر، مکالی کالکین، برندا سونگ، کلیر گرانت، رندی اورتن | درام                                                            | [ ۹۵ ]  |
| ژ و ئ ن   | ۱۴       | مردان سیاه‌پوش: بین‌المللی                     | کلمبیا پیکچرز / امبلین اینترتینمنت                          | اف. گری گری (کارگردان); Art Marcum and Matt Holloway (فیلمنامه); کریس همسورث، تسا تامپسون، کمیل نانجیانی، ربکا فرگوسن، ریف اسپال، Les Twins, اما تامپسون، لیام نیسون | علمی تخیلی، اکشن، ماجراجویی، کمدی                               | [ ۹۶ ]  |
| ژ و ئ ن   | ۱۴       | شفت                                          | برادران وارنر / نیو لاین سینما / Davis Entertainment        | تیم استوری (کارگردان); Kenya Barris, Alex Barnow (فیلمنامه); ساموئل ال. جکسون، جسی آشر، ریچارد راوندتری، الکساندرا شیپ، رجینا هال، Matt Lauria, تیتوس ولیور، متد من | اکشن، کمدی                                                      | [ ۹۷ ]  |
| ژ و ئ ن   | ۱۴       | مرده‌ها نمی‌میرند                              | فوکس فیچرز                                                  | جیم جارموش (کارگردان/فیلمنامه); بیل مری، آدام درایور، تیلدا سوینتن، کلویی سونی، استیو بوشمی، کلب لندری جونز، رزی پرز، ایگی پاپ، سارا درایور، رزا, سلنا گومز، کارول کین، تام ویتس | کمدی، ترسناک                                                    | [ ۹۸ ]  |
| ژ و ئ ن   | ۱۴       | راز جنایت                                    | نت‌فلیکس / هپی مدیسون پروداکشنز                              | Kyle Newacheck (کارگردان); James Vanderbilt (فیلمنامه); آدام سندلر، جنیفر آنیستون، لوک ایوانز, جما آرترتون، عدیل اختر، ترنس استامپ | کمدی، معمایی، جنایی                                             | [ ۹۹ ]  |
| ژ و ئ ن   | ۱۴       | به علاوه یک                                  | آرال‌جی‌ای فیلمز / Red Hour Productions / پروسیبن‌ست           | Jeff Chan, Andrew Rhymer (کارگردان/فیلمنامه); Maya Erskine, جک کواید، بک بنت، روزالیند چائو، پری ریوز، اد بیگلی. جی آر | رمانتیک، کمدی                                                   | [ ۱۰۰ ] |
| ژ و ئ ن   | ۱۴       | Being Frank                                  | فیلم آرکید / Cold Iron Pictures / Imagine Entertainment     | Miranda Bailey (کارگردان); Glen Lakin (فیلمنامه); جیم گافیگان، لوگان میلر، سامانتا ماتیس، الکس کارپوفسکی، آنا گان | کمدی                                                            | [ ۱۰۱ ] |
| ژ و ئ ن   | ۲۱       | داستان اسباب‌بازی ۴                           | والت دیزنی پیکچرز / پیکسار                                  | جاش کولی (کارگردان); Stephany Folsom, اندرو استنتون (فیلمنامه); تام هنکس، تیم آلن، آنی پاتس، تونی هیل، کیگان-مایکل کی، جوردن پیل، Madeleine McGraw, کریستینا هندریکس، کیانو ریوز، الی ماکی، جی هرناندس، لوری آلن، جون کیوسک                                                                | پویانمایی، خانوادگی، کمدی، ماجراجویی                            | [ ۱۰۲ ] |
| ژ و ئ ن   | ۲۱       | بازی بچگانه                                  | مترو گلدوین مایر / اوریون پیکچرز                            | Lars Klevberg (کارگردان); Tyler Burton Smith (فیلمنامه); آبری پلازا، گابریل بیتمن، برایان تایری هنری، مارک همیل | ترسناک، کمدی، دلهره‌آور                                          | [ ۱۰۳ ] |
| ژ و ئ ن   | ۲۶       | آنابل به خانه می‌آید                          | برادران وارنر / نیو لاین سینما                              | گری دابرمن (کارگردان/فیلمنامه); مکینا گریس، مدیسون آیسمن، Katie Sarife, Patrick Wilson, ورا فارمیگا | ترسناک، دلهره‌آور                                                | [ ۱۰۴ ] |
| ژ و ئ ن   | ۲۸       | دیروز                                        | یونیورسال استودیوز / پرفکت ورلد پیکچرز / ورکینگ تایتل فیلمز | دنی بویل (کارگردان); ریچارد کرتیس (فیلمنامه); Himesh Patel, لیلی جیمز، اد شیرن، کیت مک‌کینون | موزیکال، رمانتیک، کمدی                                          | [ ۱۰۵ ] |
| ژ و ئ ن   | ۲۸       | اوفلیا                                       | آی‌اف‌سی فیلمز                                                | Claire McCarthy (کارگردان); Semi Chellas (فیلمنامه); دیزی ریدلی، نائومی واتس، کلایو اوون، George MacKay, تام فلتون، دوون ترل | درام، رمانتیک، دلهره‌آور                                         | [ ۱۰۶ ] |
| ژ و ئ ن   | ۲۸       | قاتلین ناشناس                                | Lionsgate                                                   | Martin Owen (کارگردان/فیلمنامه); Elizabeth Morris, Seth Johnson (فیلمنامه); Tommy Flanagan, رین نیکول براون، جسیکا آلبا، گری اولدمن | جنایی، دلهره‌آور                                                 | [ ۱۰۷ ] |

## جولای–سپتامبر
| افتتاحیه      | افتتاحیه | عنوان                                | شرکت تولیدکننده                                               | بازیگر و عوامل تولید | ژانر                                                   | منابع.  |
| ------------- | -------- | ------------------------------------ | ------------------------------------------------------------- | --- | ------------------------------------------------------ | ------- |
| ج و ل ا ی     | ۲        | مرد عنکبوتی: دور از خانه             | کلمبیا پیکچرز / مارول استودیوز                                | جان واتس (کارگردان); Chris McKenna, Erik Sommers (فیلمنامه); Tom Holland, ساموئل ال. جکسون، زندیا، کوبی اسمالدرز، جان فاورو، جی. بی اسموو، جیکوب باتالون، مارتین استار، مریسا تومی، جیک جیلنهال                                                 | ابرقهرمانی، اکشن، ماجراجویی، علمی تخیلی، کمدی، رمانتیک | [ ۱۰۸ ] |
| ج و ل ا ی     | ۲        | نقشه فرار: ایستگاه شیطان             | لاینزگیت / سامیت انترتینمنت                                   | جان هرتسفلد (کارگردان); John Herzfeld, Miles Chapman (فیلمنامه); سیلوستر استالونه، Curtis Jackson, دیوید باتیستا | جنایی، اکشن، دلهره‌آور                                  | [ ۱۰۹ ] |
| ج و ل ا ی     | ۳        | میدسامر                              | A24                                                           | آری استر (کارگردان/فیلمنامه); فلورنس پیو، جک رینور، ویلیام جکسون هارپر، Vilhelm Blomgren, ویل پولتر | ترسناک، دلهره‌آور، درام                                 | [ ۱۱۰ ] |
| ج و ل ا ی     | ۱۲       | استوبر                               | فاکس قرن بیستم                                                | مایکل داوس (کارگردان); Tripper Clancy (فیلمنامه); کمیل نانجیانی، دیوید باتیستا، ایکو اویس، Natalie Morales, بتی گیلپین، جیمی تاترو، میرا سوروینو، کارن گیلان                                                                                    | اکشن، کمدی                                             | [ ۱۱۱ ] |
| ج و ل ا ی     | ۱۲       | خزنده                                | پارامونت پیکچرز / Ghost House Pictures                        | الکساندر آژا (کارگردان); Shawn Rasmussen, Michael Rasmussen (فیلمنامه); کایا اسکودلاریو، بری پپر | ترسناک، Disaster, دلهره‌آور                             | [ ۱۱۲ ] |
| ج و ل ا ی     | ۱۲       | نقطه خالی                            | نت‌فلیکس / War Party                                           | Joe Lynch (کارگردان); Adam G. Simon (فیلمنامه); فرانک گریلو، آنتونی مکی، مارسیا گی هاردن، تیونا پریس | اکشن، دلهره‌آور                                         | [ ۱۱۳ ] |
| ج و ل ا ی     | ۱۲       | وداع                                 | A24                                                           | لولو وانگ (کارگردان/فیلمنامه); آکوافینا, تزی ما، Diana Lin, Zhao Shuzhen, Lu Hong, Jiang Yongbo | درام، کمدی                                             | [ ۱۱۴ ] |
| ج و ل ا ی     | ۱۲       | Darlin'                              | Dark Sky Films                                                | Pollyanna Mcintosh (کارگردان/فیلمنامه); Pollyanna McIntosh, کوپر اندروز، Nora-Jane Noone, برایان بت | ترسناک، معمایی                                         | [ ۱۱۵ ] |
| ج و ل ا ی     | ۱۹       | شیرشاه                               | والت دیزنی پیکچرز                                             | جان فاورو (کارگردان); جف نیثنسن (فیلمنامه); دونالد گلاور، ست روگن، چیویتل اجیوفور، الفری وودارد، بیلی ایکنر، جان کانی، جان اولیور، Beyoncé Knowles-Carter, جیمز ارل جونز                                                                        | پویانمایی، موزیکال، Epic, ماجراجویی، درام              | [ ۱۱۶ ] |
| ج و ل ا ی     | ۲۶       | روزی روزگاری در هالیوود              | کلمبیا پیکچرز / هی‌دی فیلمز                                    | کوئنتین تارانتینو (کارگردان/فیلمنامه); لئوناردو دی‌کاپریو، برد پیت، مارگو رابی، امیل هرش، مارگارت کوالی، تیموتی اولفینت، جولیا باترز، آستین باتلر، داکوتا فانینگ، بروس درن، مایک مو، لوک پری، دیمین لوئیس، آل پاچینو، کرت راسل                   | درام، کمدی، جنایی، اکشن، دلهره‌آور                      | [ ۱۱۷ ] |
| ج و ل ا ی     | ۲۶       | پوست                                 | A24 / ولتیج پیکچرز                                            | Guy Nattiv (کارگردان/فیلمنامه); جیمی بل، دانیل مک دونالد، Daniel Henshall, بیل کمپ، لوئیسا کراوس، مایک کولتر، کیلی راجرز، ورا فارمیگا | Biography, جنایی، درام                                 | [ ۱۱۸ ] |
| ج و ل ا ی     | ۳۱       | میعادگاه غوطه ور دریای سرخ           | نت‌فلیکس / بران استودیوز                                       | گیدئون راف (کارگردان/فیلمنامه); Chris Evans, هیلی بنت، مایکل کی ویلیامز، میخیل هایسمان، آلساندرو نیوولا، گرگ کینر، بن کینگزلی | Biography, اکشن، دلهره‌آور                              | [ ۱۱۹ ] |
| ا و ت         | ۲        | هابز و شاو                           | یونیورسال استودیوز / سون باکس پروداکشنز                       | David Leitch (کارگردان); Chris Morgan, درو پی‌یرس (فیلمنامه); دواین جانسون، جیسون استاتهام، ادریس البا، ونسا کربی، کلیف کرتیس، ایزا گونزالس، ادی مارسن، هلن میرن                                                                                 | اکشن، ماجراجویی                                        | [ ۱۲۰ ] |
| ا و ت         | ۲        | امتیازی برای تسویه حساب              | Minds Eye Entertainment                                       | Shawn Ku (کارگردان); John Stuart Newman, Christian Swegal (فیلمنامه); نیکلاس کیج، بنجامین برت | اکشن، دلهره‌آور                                         | [ ۱۲۱ ] |
| ا و ت         | ۲        | مأمور مخفی                           | ورتیکال انترتینمنت                                            | Yuval Adler (کارگردان/فیلمنامه); دیانه کروگر، مارتین فریمن، کاس انور | دلهره‌آور                                               | [ ۱۲۲ ] |
| ا و ت         | ۹        | دورا و شهر گمشده طلایی               | Paramount Players / نیکلودئون موویز / رسانه والدن / MRC       | جیمز بابین (کارگردان); نیکلاس استولر، Matthew Robinson (فیلمنامه); ایزابلا مونر، اوگینو دربز، مایکل پنیا، اوا لونگوریا، تمورا موریسون، دنی ترخو، بنیسیو دل تورو                                                                                 | ماجراجویی، خانوادگی، کمدی                              | [ ۱۲۳ ] |
| ا و ت         | ۹        | کیچن                                 | برادران وارنر / نیو لاین سینما / Vertigo DC / بران استودیوز   | آندره‌آ برلوف (کارگردان/فیلمنامه); ملیسا مک‌کارتی، تیفانی هدیش، الیزابت ماس، دامنل گلیسون، جیمز بج دیل، برایان دارسی جیمز، مارگو مارتیندال، Common, بیل کمپ                                                                                       | جنایی، درام، دلهره‌آور                                  | [ ۱۲۴ ] |
| ا و ت         | ۹        | هنر مسابقه در باران                  | فاکس قرن بیستم                                                | Simon Curtis (کارگردان); مارک بامبک (فیلمنامه); میلو ونتیمیگلیا، آماندا سایفرد، کتی بیکر، مارتین دونوان، گری کول، کوین کاستنر | درام، کمدی                                             | [ ۱۲۵ ] |
| ا و ت         | ۹        | داستان‌های ترسناک برای گفتن در تاریکی | سی‌بی‌اس فیلمز / انترتینمنت وان / لاینزگیت                      | آندره اوردال (کارگردان); Dan Hageman, Kevin Hageman (فیلمنامه); Zoe Colletti, Michael Garza, Gabriel Rush, Austin Zajur, Natalie Ganzhorn, آستین آبرامز، دین نوریس، گیل بیلاز، لورین توسان                                                      | ترسناک، دلهره‌آور                                       | [ ۱۲۶ ] |
| ا و ت         | ۹        | شاهین کره بادام زمینی                | رودساید اترکشنز                                               | Tyler Nilson, Michael Schwartz (کارگردان/فیلمنامه); شایا لباف، داکوتا جانسون، John Hawkes, بروس درن، جان برنثال، توماس هیدن چرچ | کمدی، درام                                             | [ ۱۲۷ ] |
| ا و ت         | ۹        | بعد از عروسی                         | سونی پیکچرز کلاسیکس                                           | بارت فرویندلیش (کارگردان/فیلمنامه); Michelle Williams, جولیان مور، بیلی کروداپ، Abby Quinn | درام                                                   | [ ۱۲۸ ] |
| ا و ت         | ۹        | نور زندگی من                         | صبان فیلمز                                                    | کیسی افلک (کارگردان/فیلمنامه); Casey Affleck, Anna Pniowsky, Tom Bower, الیزابت ماس | درام                                                   | [ ۱۲۹ ] |
| ا و ت         | ۱۴       | فیلم پرندگان خشمگین ۲                | کلمبیا پیکچرز / Rovio پویانمایی / سونی پیکچرز انیمیشن         | توروپ ون اورمان (کارگردان), John Rice (co-کارگردان); Peter Ackerman, Eyal Podell, Jonathon E. Stewart (فیلمنامه); جیسون سودیکیس، جاش گد، Leslie Jones, بیل هیدر، ریچل بلوم، آکوافینا, استرلینگ کی براون، اوگینو دربز، دنی مک‌براید، پیتر دینکلیج | پویانمایی، اکشن، کمدی                                  | [ ۱۳۰ ] |
| ا و ت         | ۱۴       | نور کورکننده                         | برادران وارنر / نیو لاین سینما                                | گاریندر چادا (کارگردان/فیلمنامه); Paul Mayeda Berges, Sarfraz Manzoor (فیلمنامه); Viveik Kalra, Kulvinder Ghir, Meera Ganatra, نل ویلیامز، Aaron Phagura, دین-چارلز چپمن                                                                        | درام، کمدی، موزیکال                                    | [ ۱۳۱ ] |
| ا و ت         | ۱۶       | Good Boys                            | یونیورسال استودیوز / Good Universe / Point Grey Pictures      | جین استوپنیتسکی (کارگردان/فیلمنامه); لی آیزنبرگ (فیلمنامه); جیکوب ترمبلی، Brady Noon, Keith L. Williams, مالی گوردن، Midori Francis, ویل فورته، Lil Rel Howery, رتا                                                                             | کمدی                                                   | [ ۱۳۲ ] |
| ا و ت         | ۱۶       | Where'd You Go, Bernadette           | آناپورنا پیکچرز                                               | ریچارد لینکلیتر (کارگردان/فیلمنامه); Holly Gent, Vincent Palmo Jr. (فیلمنامه); کیت بلانشت، بیلی کروداپ، Emma Nelson, کریستن ویگ، جیمز اوربانیاک، جودی گریر، ترویان بلیزاریو، زوئی چائو, لارنس فیشبرن                                            | معمایی، درام، کمدی                                     | [ ۱۳۳ ] |
| ا و ت         | ۱۶       | ۴۷ متر پایین: آزاد شده               | استودیو انترتینمنت                                            | یوهانس رابرتس (کارگردان/فیلمنامه); Ernest Riera (فیلمنامه); جان کوربت, نیا لانگ، سوفی نیلیس، Corinne Foxx, سیستین استالونه، Brianne Tju, Davi Santos, Khylin Rhambo, برک بسینجر                                                                 | ترسناک، دلهره‌آور                                       | [ ۱۳۴ ] |
| ا و ت         | ۱۶       | Gwen                                 | BFI Endor Productions                                         | William McGregor (کارگردان/فیلمنامه); ماکسین پیک، Eleanor Worthington Cox, Richard Harrington, مارک لویس جونز، Kobna Holdbrook-Smith | درام، معمایی، ترسناک، History                          | [ ۱۳۵ ] |
| ا و ت         | ۲۱       | آماده باشی یا نه                     | فاکس سرچلایت پیکچرز                                           | Matt Bettinelli-Olpin, Tyler Gillett (کارگردان); Guy Busick, R. Christopher Murphy (فیلمنامه); سامارا ویوینگ، آدام برودی، Mark O'Brien, هنری چرنی، اندی مک‌داول                                                                                  | کمدی، دلهره‌آور، ترسناک                                 | [ ۱۳۶ ] |
| ا و ت         | ۲۳       | انجل سقوط کرده‌است                    | لاینزگیت                                                      | ریک رومن وو (کارگردان); Creighton Rothenberger, Katrin Benedikt (فیلمنامه); جرارد باتلر، مورگان فریمن، جیدا پینکت اسمیت، نیک نولتی، لنس ردیک | اکشن، دلهره‌آور                                         | [ ۱۳۷ ] |
| ا و ت         | ۲۳       | Brittany Runs a Marathon             | آمازون استودیوز                                               | Paul Downs Colaizzo (کارگردان/فیلمنامه); جیلیان بل، میکلا واتکینس، Utkarsh Ambudkar, Lil Rel Howery, Micah Stock | کمدی، درام                                             |         |
| ا و ت         | ۲۳       | Overcomer                            | ترای‌استار پیکچرز / Sony Affirm                                | الکس کندریک (کارگردان/فیلمنامه); Stephen Kendrick (فیلمنامه); Alex Kendrick, Priscilla Shirer, Ben Davies, Shari Rigby, Jack Sterner | Faith, درام                                            | [ ۱۳۸ ] |
| ا و ت         | ۲۳       | Jacob's Ladder                       | ورتیکال انترتینمنت / LD Entertainment                         | David M. Rosenthal (کارگردان); Jeff Buhler, Sarah Thorp (فیلمنامه); مایکل ایلی، Jesse Williams, نیکول بهاری | درام، ترسناک، معمایی، دلهره‌آور                         | [ ۱۳۹ ] |
| ا و ت         | ۲۳       | Burn                                 | Yale Productions / انترتینمنت وان                             | Mike Gan (کارگردان/فیلمنامه); Tilda Cobham-Hervey, سوکی واترهاوس، هری شام جونیور، شایلو فرناندز، جاش هاچرسون | دلهره‌آور                                               | [ ۱۴۰ ] |
| ا و ت         | ۳۰       | اسرار رسمی                           | آی‌اف‌سی فیلمز                                                  | گوین هود (کارگردان/فیلمنامه); Gregory Bernstein, Sara Bernstein (فیلمنامه); کیرا نایتلی، Matt Smith, متیو گود، آدم بکری، ریس ایفانز، رالف فاینز                                                                                                 | درام، دلهره‌آور                                         | [ ۱۴۱ ] |
| ا و ت         | ۳۰       | Don't Let Go                         | بلوم هاوس پروداکشنز / Briarcliff Entertainment                | Jacob Aaron Estes (کارگردان); Jacob Aaron Estes (فیلمنامه); Jacob Aaron Estes, Drew Daywalt (story); دیوید اویلوو، استورم رید, بایرون من، میکلتی ویلیامسون                                                                                      | ترسناک، دلهره‌آور، معمایی                               | [ ۱۴۲ ] |
| ا و ت         | ۳۰       | Itsy Bitsy                           | کارخانه فریاد!                                                | Micah Gallo (کارگردان); Jason Alvino, Byran Dick, Micah Gallo (فیلمنامه); بروس دیویسن، دنیس کرازبی، Elizabeth Roberts, Arman Darbo, Treva Etienne, آیلین دیتز، Grace Shen                                                                       | ترسناک، دلهره‌آور، درام                                 | [ ۱۴۳ ] |
| ا و ت         | ۳۰       | دیوانه                               | The Wonderfilm Media Corporation / Daniel Grodnik Productions | فرد درست (کارگردان/فیلمنامه), Dave Bekerman (فیلمنامه); جان تراولتا، دوون ساوا، Ana Golja, Jacob Grodnik, James Paxton, جف چاس، لوئیس داسیلوا                                                                                                   | دلهره‌آور                                               | [ ۱۴۴ ] |
| س پ ت ا م ب ر | ۶        | آن: بخش دوم                          | برادران وارنر / نیو لاین سینما                                | اندی موشیاتی (کارگردان); گری دابرمن (فیلمنامه); جیمز مک‌آووی، جسیکا چستین، بیل هیدر، عیسی مصطفی، Jay Ryan, جیمز رانسون، Andy Bean, جیدن مارتل، سوفیا لیلیس، فین ولفهارد، چوزن جیکوبس، جرمی ری تیلور، جک دیلن گریزر، وایات اولف، بیل اسکارشگورد   | ترسناک، دلهره‌آور                                       | [ ۱۴۵ ] |
| س پ ت ا م ب ر | ۶        | Satanic Panic                        | آرال‌جی‌ای فیلمز / Fangoria / Aperture Ent.                     | Chelsea Stardust (کارگردان); Grady Hendrix (فیلمنامه); Hayley Griffith, Ruby Modine, آردن میرین، A. J. Bowen, جردن لاد، ربکا رومین، جری اوکانل، Hannah Stocking                                                                                 | ترسناک، کمدی                                           | [ ۱۴۶ ] |
| س پ ت ا م ب ر | ۸        | The Obituary of Tunde Johnson        | Zgreen Entertainment                                          | الی لروی (کارگردان); Stanley Kalu (فیلمنامه); Steven Silver, نیکولا پلتز | درام                                                   | [ ۱۴۷ ] |
| س پ ت ا م ب ر | ۱۳       | دانتون ابی                           | یونیورسال استودیوز / فوکس فیچرز / کارنیوال فیلمز              | مایکل انگلر (کارگردان); جولین فلوز (فیلمنامه); هیو بونه‌ویل، Jim Carter, میشل داکری، الیزابت مک‌گاورن، مگی اسمیت، ایملدا استنتون، پنلوپه ویلتون                                                                                                   | درام                                                   | [ ۱۰۵ ] |
| س پ ت ا م ب ر | ۱۳       | سهره طلایی                           | برادران وارنر / آمازون استودیوز                               | John Crowley (کارگردان); پیتر استران (فیلمنامه); انسل الگورت، نیکول کیدمن، اوکس فگلی، آنورین برنارد، فین ولفهارد، سارا پلسون، لوک ویلسون، جفری رایت                                                                                             | درام                                                   | [ ۱۴۸ ] |
| س پ ت ا م ب ر | ۱۳       | شیادان                               | اس‌تی‌اکس انترتینمنت                                            | لورین اسکافاریا (کارگردان/فیلمنامه); کنستانس وو، جنیفر لوپز، جولیا استایلز، کیکه پالمر، لی‌لی راینهارت، لیزو، کاردی بی | جنایی، درام، دلهره‌آور، کمدی                            | [ ۱۴۹ ] |
| س پ ت ا م ب ر | ۱۳       | The Sound of Silence                 | آی‌اف‌سی فیلمز                                                  | Michael Tyburski (کارگردان/فیلمنامه); Ben Nabors (فیلمنامه); رشیدا جونز، پیتر سارسگارد، تونی ریوولوری، آستین پندلتن | درام                                                   | [ ۱۵۰ ] |
| س پ ت ا م ب ر | ۱۳       | Monos                                | نئون / Stela Cine / رسانه پارتیکیپنت                          | Alejandro Landes (کارگردان); Alejandro Landes, Alexis Dos Santos (فیلمنامه); جولیان نیکلسون، مویسس آریاس | درام، دلهره‌آور                                         | [ ۱۵۱ ] |
| س پ ت ا م ب ر | ۱۳       | دختر قدبلند                          | نت‌فلیکس                                                       | Nzingha Stewart (کارگردان); Sam Wolfson (فیلمنامه); Ava Michelle, گریفین گلاک، Luke Eisner, سابرینا کارپنتر، پاریس برلک | رمانتیک، کمدی                                          | [ ۱۵۲ ] |
| س پ ت ا م ب ر | ۲۰       | به‌سوی ستارگان                        | فاکس قرن بیستم / ریجنسی انترتینمنت / پلن بی انترتینمنت        | James Gray (کارگردان/فیلمنامه); Ethan Gross (فیلمنامه); برد پیت، تامی لی جونز، روث نگا، لیو تایلر، دونالد ساترلند | علمی تخیلی، ماجراجویی، دلهره‌آور، درام                  | [ ۱۲۵ ] |
| س پ ت ا م ب ر | ۲۰       | رمبو: آخرین خون                      | لاینزگیت فیلمز / Millennium Films                             | آدریان گرونبرگ (کارگردان); سیلوستر استالونه، Matt Cirulnick (فیلمنامه); Sylvester Stallone, آدریانا بارازا، پاز وگا، Yvette Monreal, Sergio Peris-Mencheta, اسکار جانادا، خواکین کوسیو                                                          | اکشن، دلهره‌آور                                         | [ ۱۵۳ ] |
| س پ ت ا م ب ر | ۲۰       | Bloodline                            | بلوم هاوس پروداکشنز / مومنتوم پیکچرز                          | Henry Jacobson (کارگردان); Avra Fox-Lerne, Henry Jacobson, Will Honley (فیلمنامه); شان ویلیام اسکات، Mariela Garriga, دیل دیکی، Kevin Carroll                                                                                                   | ترسناک، دلهره‌آور                                       | [ ۱۵۴ ] |
| س پ ت ا م ب ر | ۲۰       | دویدن با شیطان                       | Patriot Pictures                                              | Jason Cabell (کارگردان/فیلمنامه); نیکلاس کیج، لارنس فیشبرن | اکشن، دلهره‌آور، جنایی                                  | [ ۱۵۵ ] |
| س پ ت ا م ب ر | ۲۷       | نفرت‌انگیز                            | یونیورسال استودیوز / دریم‌ورکس انیمیشن / استودیو پرل           | جیل کالتن (کارگردان/فیلمنامه); Todd Wilderman (co-کارگردان); کلویی بنت، Albert Tsai, Tenzing Norgay Trainor , ادی ایزارد، سارا پلسون | پویانمایی، خیال‌پردازی، ماجراجویی، کمدی                 | [ ۱۵۶ ] |
| س پ ت ا م ب ر | ۲۷       | رختشویگاه                            | نت‌فلیکس                                                       | استیون سودربرگ (کارگردان); Scott Z. Burns (فیلمنامه); مریل استریپ، گری اولدمن، آنتونیو باندراس، جفری رایت, رابرت پاتریک، دیوید شویمر، شارون استون                                                                                               | Biography, درام                                        | [ ۱۵۷ ] |
| س پ ت ا م ب ر | ۲۷       | جودی                                 | رودساید اترکشنز / LD Entertainment / پتی                      | روپرت گولد (کارگردان); Tom Edge (فیلمنامه); رنی زلوگر، جسی باکلی، فین ویتراک، روفس سوئل، مایکل گمبون | Biography, درام، موزیکال                               | [ ۱۵۸ ] |
| س پ ت ا م ب ر | ۲۷       | طعمه                                 | بلوم هاوس پروداکشنز / Image Nation                            | فرانک خلفون (کارگردان); David Coggeshall, Franck Khalfoun (فیلمنامه); لوگان میلر، کریستین فروست | ترسناک، دلهره‌آور                                       | [ ۱۵۹ ] |

## اکتبر–دسامبر
| افتتاحیه      | افتتاحیه | عنوان                       | شرکت تولیدکننده                                                 | بازیگران و عوامل تولید | ژانر                                            | منابع.  |
| ------------- | -------- | --------------------------- | --------------------------------------------------------------- | --- | ----------------------------------------------- | ------- |
| O C T O B E R | ۴        | جوکر                        | برادران وارنر / دی‌سی فیلمز / ویلیج رودشو پیکچرز                 | تاد فلیپس (کارگردان/sceenplay); اسکات سیلور (فیلمنامه); واکین فینیکس، رابرت دنیرو، زازی بیتز، فرانسیس کانروی، برت کالن، گلن فلشلر، بیل کمپ، شیا ویگهام، مارک مارون | Psychological دلهره‌آور، جنایی                   | [ ۱۶۰ ] |
| O C T O B E R | ۴        | لوسی در آسمان               | فاکس سرچلایت پیکچرز                                             | نوآ هاولی (کارگردان/فیلمنامه); Brian C. Brown, Elliott DiGuiseppi (فیلمنامه); ناتالی پورتمن، جان هم، زازی بیتز، دن استیونز، کولمن دومینگو، الن برستین | درام، Thriler, علمی تخیلی                       | [ ۱۶۱ ] |
| O C T O B E R | ۴        | دولمایت اسم من است          | نت‌فلیکس                                                         | کریگ برو (کارگردان); اسکات الکساندر (فیلمنامه); ادی مورفی، کیگان-مایکل کی، مایک اپس، Craig Robinson, تایتس برگس، Da'Vine Joy Randolph, وسلی اسنایپس | Biography, کمدی                                 | [ ۱۶۲ ] |
| O C T O B E R | ۴        | در چمن‌زار بلند              | نت‌فلیکس                                                         | وینچنزو ناتالی (کارگردان/فیلمنامه); Patrick Wilson, هریسون گیلبرتسون، ریچل ویلسون | ترسناک، دلهره‌آور                                |         |
| O C T O B E R | ۴        | جزر و مد کم                 | A24 / DirecTV Cinema                                            | Kevin McMullin (کارگردان/فیلمنامه); Keean Johnson, جیدن مارتل، Alex Neustaedter, کریستین فروست، شیا ویگهام | درام، دلهره‌آور                                  | [ ۱۶۳ ] |
| O C T O B E R | ۴        | Wrinkles the Clown          | مگنولیا پیکچرز                                                  | Michael Beach Nichols (کارگردان); Michael Beach Nichols, Christopher K. Walker (فیلمنامه) | مستند، ترسناک                                   | [ ۱۶۴ ] |
| O C T O B E R | ۸        | هیولاهای کوچک               | نئون / هولو                                                     | Abe Forsythe (کارگردان/فیلمنامه); لوپیتا نیونگو، Alexander England, جاش گد، Diesel La Torraca, Kat Stewart | کمدی، ترسناک، اکشن                              | [ ۱۶۵ ] |
| O C T O B E R | ۱۱       | مرد ماه جوزا                | پارامونت پیکچرز / اسکای‌دنس مدیا / Jerry Bruckheimer Films       | انگ لی (کارگردان); دیوید بنیاف، Billy Ray, Darren Lemke (فیلمنامه); ویل اسمیت، مری الیزابت وینستد، کلایو اوون، بندیکت وانگ | علمی تخیلی، اکشن، دلهره‌آور                      | [ ۱۶۶ ] |
| O C T O B E R | ۱۱       | خانواده آدامز               | مترو گلدوین مایر / یونایتد آرتیستس / یونیورسال استودیوز         | کنراد ورنن، Greg Tiernan (کارگردانs); Matt Lieberman, Pamela Pettler (فیلمنامه); اسکار آیزاک، شارلیز ترون، کلویی گریس مورتس، فین ولفهارد، نیک کرول، اسنوپ داگ، بت میدلر، الیسون جنی | پویانمایی، خانوادگی، کمدی، ترسناک               | [ ۱۶۷ ] |
| O C T O B E R | ۱۱       | پادشاه                      | نت‌فلیکس / پلن بی انترتینمنت                                     | دیوید می‌شد (کارگردان/فیلمنامه); جوئل اجرتون (فیلمنامه); تیموتی شالامی، Joel Edgerton, شان هریس، لی‌لی-رز دپ، رابرت پتینسون، بن مندلسون | اکشن، War, درام، دلهره‌آور                       | [ ۱۶۸ ] |
| O C T O B E R | ۱۱       | جکسی                        | سی‌بی‌اس فیلمز / لاینزگیت / انترتینمنت وان                        | جاون لوکاس، Scott Moore (کارگردانs/فیلمنامه); آدام دیواین، رز بیرن، الکساندرا شیپ، Ron Funches, چارلین وای، واندا سایکس، جاستین هارتلی، کید کادی، مایکل پنیا | کمدی                                            |         |
| O C T O B E R | ۱۱       | ال کامینو: فیلم برکینگ بد   | نت‌فلیکس                                                         | وینس گیلیگان (کارگردان/فیلمنامه); آرون پال، جسی پلمونس، رابرت فورستر، Charles Baker, Matt Jones | جنایی، دلهره‌آور، درام                           | [ ۱۶۹ ] |
| O C T O B E R | ۱۸       | مالفیسنت: سردسته اهریمنان   | والت دیزنی پیکچرز                                               | یواخیم رانینگ (کارگردان); Linda Woolverton, Noah Harpster, Micah Fitzerman-Blue (فیلمنامه); آنجلینا جولی، ال فانینگ، میشل فایفر، چیویتل اجیوفور، سم رایلی، هریس دیکسون، اد اسکرین، ایملدا استنتون، جونو تیمپل، لسلی منویل                                                               | خیال‌پردازی، ماجراجویی، درام                     | [ ۱۷۰ ] |
| O C T O B E R | ۱۸       | سرزمین زامبی‌ها: شلیک نهایی  | کلمبیا پیکچرز                                                   | روبن فلیشر (کارگردان); رت ریس، پال ورنیک، دیوید کالاهام (فیلمنامه); وودی هارلسون، جسی آیزنبرگ، اما استون، ابیگیل برسلین، رزاریو داوسون، زوئی دویچ، لوک ویلسون | کمدی، اکشن، ترسناک                              | [ ۱۷۱ ] |
| O C T O B E R | ۱۸       | خرگوش جوجو                  | فاکس سرچلایت پیکچرز                                             | تایکا وایتیتی (کارگردان/فیلمنامه); Roman Griffin Davis, اسکارلت جوهانسون، توماسین مک‌کنزی، Taika Waititi, ربل ویلسون، استیون مرچنت، آلفی آلن، سم راکول | درام، کمدی                                      | [ ۱۷۲ ] |
| O C T O B E R | ۱۸       | فانوس دریایی                | A24                                                             | رابرت اگرز (کارگردان/فیلمنامه); Max Eggers (فیلمنامه); ویلم دفو، رابرت پتینسون | دلهره‌آور، ترسناک، کمدی                          | [ ۱۷۳ ] |
| O C T O B E R | ۱۸       | زخم‌ها                       | آناپورنا پیکچرز / هولو / نت‌فلیکس                                | بابک انوری (کارگردان/فیلمنامه); آرمی همر، داکوتا جانسون، زازی بیتز | ترسناک، دلهره‌آور                                | [ ۱۷۴ ] |
| O C T O B E R | ۲۵       | سیاه و آبی                  | اسکرین جمز                                                      | Deon Taylor (کارگردان); Peter A. Dowling (فیلمنامه); نائومی هریس، ترسی گیبسون، فرانک گریلو، مایک کولتر، Reid Scott, بو نپ | اکشن، جنایی، دلهره‌آور                           | [ ۱۷۵ ] |
| O C T O B E R | ۲۵       | جنگ جریان                   | 101 Studios / لنترن انترتینمنت                                  | Alfonso Gomez-Rejon (کارگردان); Michael Mitnick (فیلمنامه); بندیکت کامبربچ، مایکل شنون، کاترین واترستون، Tom Holland, تاپنس میدلتون، متیو مک‌فادین، نیکلاس هولت | درام                                            |         |
| O C T O B E R | ۲۵       | شمارش معکوس                 | اس‌تی‌اکس انترتینمنت                                              | Justin Dec (کارگردان/فیلمنامه); الیزابت لیل، پیتر فاسینلی، Anne Winters, تالیثا بیتمن، تچینا آرنولد، پی. جی. برن | ترسناک، دلهره‌آور                                |         |
| O C T O B E R | ۲۵       | The Kill Team               | A24                                                             | دان کراوس (کارگردان); نات وولف، الکساندر اسکارشگرد | درام                                            |         |
| O C T O B E R | ۲۵       | The Gallows Act II          | بلوم هاوس پروداکشنز / Liongate                                  | Chris Lofing, Travis Cluff (کارگردان/فیلمنامه); Chris Milligan, Ema Horvath, Brittany Falardeau | ترسناک، دلهره‌آور                                | [ ۱۷۶ ] |
| ن و ا م ب ر   | ۱        | نابودگر: سرنوشت تاریک       | پارامونت پیکچرز / اسکای‌دنس مدیا / فاکس قرن بیستم / تنسنت پیکچرز | Tim Miller (کارگردان); دیوید اس. گویر، Justin Rhodes, Billy Ray (فیلمنامه); لیندا همیلتون، آرنولد شوارتزنگر، مک‌کنزی دیویس، ناتالیا ریس، گابریل لونا، دیه‌گو بونتا، ادوارد فرلانگ | علمی تخیلی، اکشن، دلهره‌آور                      | [ ۱۷۷ ] |
| ن و ا م ب ر   | ۱        | بروکلین بی‌مادر              | برادران وارنر                                                   | ادوارد نورتون (کارگردان/فیلمنامه); Edward Norton, بروس ویلیس، گوگو امبتا-را، بابی کاناوله، چری جونز، الک بالدوین، ویلم دفو | معمایی، جنایی، درام، دلهره‌آور                   | [ ۱۳۱ ] |
| ن و ا م ب ر   | ۱        | مرد ایرلندی                 | نت‌فلیکس / TriBeCa Productions                                   | مارتین اسکورسیزی (کارگردان); استیون زایلیان (فیلمنامه); رابرت دنیرو، آل پاچینو، جو پشی، هاروی کایتل، بابی کاناوله، آنا پاکوین، استیون گراهام, جسی پلمونس، ری رومانو | Biography, جنایی، درام، دلهره‌آور                | [ ۱۷۸ ] |
| ن و ا م ب ر   | ۱        | عدالت شمالی: گروه تندر      | Assemblage Entertainment                                        | Aaron Woodley (کارگردان); Bob Barlen, Cal Brunker, Aaron Woodley (فیلمنامه); جرمی رنر، جیمز فرانکو، هایدی کلوم، الک بالدوین، عمر سی، آنجلیکا هیوستون، تامی لی جونز، جان کلیز | پویانمایی، کمدی، ماجراجویی                      | [ ۱۷۹ ] |
| ن و ا م ب ر   | ۱        | هریت                        | فوکس فیچرز                                                      | کیسی لمونز (کارگردان/فیلمنامه); Gregory Allen Howard (فیلمنامه); سینتیا اریوو، لسلی اودم جونیور، جو آلوین، جنل مونی | Biography, درام                                 | [ ۱۸۰ ] |
| ن و ا م ب ر   | ۶        | داستان ازدواج               | نت‌فلیکس                                                         | نوآ بامباک (کارگردان/فیلمنامه); اسکارلت جوهانسون، آدام درایور، لورا درن، آلن آلدا، ری لیوتا | کمدی، درام                                      | [ ۱۶۸ ] |
| ن و ا م ب ر   | ۸        | Doctor Sleep                | برادران وارنر / Intrepid Pictures                               | Mike Flanagan (کارگردان/فیلمنامه); یوان مک‌گرگور، ربکا فرگوسن، دکتر اسلیپ, کارل لامبلی، زان مک‌کلارنون، امیلی آلین لیند، بروس گرینوود، جاسلین داناهیو، Alex Essoe, کلیف کرتیس | ترسناک، دلهره‌آور                                | [ ۱۸۱ ] |
| ن و ا م ب ر   | ۸        | بازی با آتش                 | Paramount Players / نیکلودئون موویز / Broken Road Productions   | اندی فیکمن (کارگردان); Dan Ewen, Matt Lieberman (فیلمنامه); جان سینا، کیگان-مایکل کی، جان لگویزمائو، برایانا هیلدبرند، تایلر مین، جودی گریر، دنیس هیزبرت | خانوادگی، کمدی                                  | [ ۱۸۲ ] |
| ن و ا م ب ر   | ۸        | آخرین کریسمس                | یونیورسال استودیوز                                              | پال فیگ (کارگردان), اما تامپسون، Bryony Kimmings (فیلمنامه); امیلیا کلارک، هنری گلدینگ، میشل یئو، Emma Thompson | رمانتیک، کمدی                                   | [ ۱۸۳ ] |
| ن و ا م ب ر   | ۸        | میدوی                       | لاینزگیت                                                        | رولاند امریش (کارگردان); Wes Tooke (فیلمنامه); اد اسکرین، Patrick Wilson, Luke Evans, آرون اکهارت، نیک جوناس، مندی مور، دنیس کواید، وودی هارلسون | War, اکشن، درام، دلهره‌آور                       | [ ۱۸۴ ] |
| ن و ا م ب ر   | ۸        | کلاوس                       | نت‌فلیکس                                                         | سرخیو پابلوس (کارگردان); Zach Lewis, Jim Mahoney (فیلمنامه); جی. کی. سیمونز، جیسون شوارتزمن، رشیدا جونز، جون کیوسک، ویل ساسو، نرم مک‌دانلد | پویانمایی، خیال‌پردازی، کمدی، ماجراجویی          | [ ۱۸۵ ] |
| ن و ا م ب ر   | ۸        | Honey Boy                   | آمازون استودیوز                                                 | Alma Har'el (کارگردان); شایا لباف (فیلمنامه); لوکاس هجز، Shia LaBeouf, نوآ جوپ، FKA Twigs | درام                                            | [ ۱۸۶ ] |
| ن و ا م ب ر   | ۱۵       | فرشتگان چارلی               | کلمبیا پیکچرز                                                   | الیزابت بنکس (کارگردان/فیلمنامه); کریستن استوارت، نیومی اسکات، الا بالینسکا، Elizabeth Banks, جایمن هانسو، سم کلفلین، نوحا سنتینو، پاتریک استوارت | اکشن، کمدی                                      | [ ۱۸۷ ] |
| ن و ا م ب ر   | ۱۵       | فورد در برابر فراری         | فاکس قرن بیستم / چرنین اینترتینمنت                              | جیمز منگولد (کارگردان); Jez Butterworth, John-Henry Butterworth, Jason Keller (فیلمنامه); مت دیمون، کریستین بیل، جان برنثال، کترینا بلف، تریسی لتس، جاش لوکاس، نوآ جوپ، رمو جیرونه، Ray McKinnon                                                                                        | Biography, درام، اکشن                           | [ ۱۸۸ ] |
| ن و ا م ب ر   | ۱۵       | دروغگوی خوب                 | برادران وارنر / نیو لاین سینما                                  | بیل کاندن (کارگردان); Jeffrey Hatcher (فیلمنامه); ایان مک‌کلن، هلن میرن، راسل تووی، Jim Carter | درام، دلهره‌آور                                  | [ ۱۸۹ ] |
| ن و ا م ب ر   | ۱۵       | گزارش                       | آمازون استودیوز                                                 | اسکات زد. برنس (کارگردان/فیلمنامه); آدام درایور، آنت بنینگ، تد لواین، مایکل سی هال، تیم بلیک نلسون، کوری استول، مورا تیرنی، جان هم | درام، دلهره‌آور، Biography                       | [ ۱۹۰ ] |
| ن و ا م ب ر   | ۱۵       | Waves                       | A24                                                             | Trey Edward Shults (کارگردان/فیلمنامه); Kelvin Harrison Jr., لوکاس هجز، تیلور راسل، الکسا دمی، رنی الیس گولدزبری، استرلینگ کی براون | موزیکال، درام                                   | [ ۱۹۱ ] |
| ن و ا م ب ر   | ۱۵       | کلبه                        | نئون                                                            | Veronika Franz, Severin Fiala (کارگردانs/فیلمنامه); Sergio Casci (فیلمنامه); رایلی کیئو، جیدن مارتل، لیا مک‌هیو، Richard Armitage, آلیسیا سیلورستون | ترسناک، دلهره‌آور                                | [ ۱۹۲ ] |
| ن و ا م ب ر   | ۲۲       | منجمد ۲                     | والت دیزنی پیکچرز / استودیو انیمیشن والت دیزنی                  | Jennifer Lee, کریس باک (کارگردانs); Jennifer Lee, Allison Schroeder (فیلمنامه); ایدینا منزل، کریستن بل، جاناتان گروف، جاش گد، استرلینگ کی براون، ایوان ریچل وود، آلفرد مولینا، مارتا پلیمپتن، Rachel Matthews, جیسون ریتر، سانتینو فونتانا                                              | پویانمایی، کمدی، خیال‌پردازی، موزیکال، ماجراجویی | [ ۱۹۳ ] |
| ن و ا م ب ر   | ۲۲       | روزی زیبا در محله           | ترای‌استار پیکچرز / تنسنت پیکچرز                                 | ماریل هلر (کارگردان); Micah Fitzerman-Blue, Noah Harpster (فیلمنامه); تام هنکس، متیو ریس، سوزان کلچی واتسون، کریس کوپر | Biography, درام                                 | [ ۱۹۴ ] |
| ن و ا م ب ر   | ۲۲       | ۲۱ پل                       | اس‌تی‌اکس انترتینمنت                                              | برایان کرک (کارگردان); ماتیو مایکل کارنهان، Adam Mervis (فیلمنامه); چادویک بوزمن، سیه‌نا میلر، Stephan James, کیث دیوید، تیلور کیچ، جی. کی. سیمونز | اکشن، جنایی، دلهره‌آور                           | [ ۱۹۵ ] |
| ن و ا م ب ر   | ۲۲       | آب‌های تیره                  | فوکس فیچرز                                                      | تاد هینز (کارگردان); Matthew Carnahan (فیلمنامه); Mario Correra (فیلمنامه); مارک رافلو، ان هتوی، تیم رابینز، بیل کمپ، ویکتور گاربر، میر وینینگهم، ویلیام جکسون هارپر، بیل پولمن | درام                                            | [ ۱۹۶ ] |
| ن و ا م ب ر   | ۲۷       | چاقوکشی                     | لاینزگیت                                                        | ریان جانسون (کارگردان/فیلمنامه); دنیل کریگ، Chris Evans, آنا د آرماس، جیمی لی کرتیس، تونی کولت، دان جانسون، مایکل شنون، کیت استنفیلد، کاترین لانگفورد، جیدن مارتل، کریستوفر پلامر | معمایی، کمدی، جنایی، دلهره‌آور                   | [ ۱۹۷ ] |
| ن و ا م ب ر   | ۲۷       | کوئین و اسلیم               | یونیورسال استودیوز                                              | ملینا متسوکس (کارگردان); Lena Waithe (فیلمنامه); دنیل کالویا، Jodie Turner-Smith, کلویی سونی، Flea, بوکیم وودبین، ایندیا مور | درام، دلهره‌آور، رمانتیک                         | [ ۱۹۸ ] |
| ن و ا م ب ر   | ۲۷       | دو پاپ                      | نت‌فلیکس                                                         | فرناندو میرلس (کارگردان); آنتونی مک‌کارتن (فیلمنامه); آنتونی هاپکینز، جاناتان پرایس | Biography, درام                                 | [ ۱۶۸ ] |
| د س ا م ب ر   | ۶        | پلی‌موبیل                    | لاینزگیت / اس‌تی‌اکس انترتینمنت                                   | لینو دیسالوو (کارگردان), Ramaa Mosley (co-کارگردان); Blaise Hemingway (فیلمنامه); آنیا تیلور-جوی، گابریل بیتمن، دنیل ردکلیف، جیم گافیگان، مگان ترینر، آدام لمبرت | پویانمایی، خیال‌پردازی، ماجراجویی، کمدی          | [ ۱۹۹ ] |
| د س ا م ب ر   | ۶        | هوانوردان                   | آمازون استودیوز                                                 | Tom Harper (کارگردان); جک تورن (فیلمنامه); فلیسیتی جونز، ادی ردمین، Himesh Patel, فیبی فاکس، وینسنت پرز، ان رید | ماجراجویی، Biography, درام                      | [ ۲۰۰ ] |
| د س ا م ب ر   | ۶        | بانکدار                     | اپل تی‌وی پلاس / Bleecker Street                                 | جرج نلفی (کارگردان/فیلمنامه); Niceole Levy (فیلمنامه); ساموئل ال. جکسون، آنتونی مکی، نیکلاس هولت | درام                                            | [ ۲۰۱ ] |
| د س ا م ب ر   | ۶        | پسر ۲                       | اس‌تی‌اکس انترتینمنت                                              | ویلیام برنت بل (کارگردان); Stacey Menear (فیلمنامه); کیتی هلمز، رالف اینسون، اوین یومان، Christopher Convery | ترسناک، دلهره‌آور                                | [ ۲۰۲ ] |
| د س ا م ب ر   | ۶        | A Million Little Pieces     | The Picture Company / مومنتوم پیکچرز                            | سم تیلور-جانسون (کارگردان/فیلمنامه); آرون تایلر-جانسون (فیلمنامه); Aaron Taylor-Johnson, بیلی باب تورنتون، اودسا یانگ، جووانی ریبیسی، جولیت لوئیس، چارلی هونام | درام                                            | [ ۲۰۳ ] |
| د س ا م ب ر   | ۶        | دنیل واقعی نیست             | ساموئل گلدوین فیلمز                                             | Adam Egypt Mortimer (کارگردان/فیلمنامه); Brian DeLeeuw (فیلمنامه); Miles Robbins, پاتریک شوارتزنگر، ساشا لین، هانا مارکس، Katie Chang, مری استوارت مسترسون | درام                                            | [ ۲۰۴ ] |
| د س ا م ب ر   | ۱۳       | جومانجی: مرحله بعدی         | کلمبیا پیکچرز / سون باکس پروداکشنز                              | جیک کاسدان (کارگردان/فیلمنامه); Scott Rosenberg, Jeff Pinkner (فیلمنامه); دواین جانسون، جک بلک، کوین هارت، کارن گیلان، نیک جوناس، آکوافینا, Ser'Darius Blain, مدیسون آیسمن، مورگان ترنر، الکس وولف، دنی گلاور، دنی دویتو                                                                | اکشن، ماجراجویی، کمدی، خیال‌پردازی               | [ ۲۰۵ ] |
| د س ا م ب ر   | ۱۳       | کریسمس سیاه                 | یونیورسال استودیوز / بلوم هاوس پروداکشنز                        | Sophia Takal (کارگردان/فیلمنامه); April Wolfe (فیلمنامه); ایموجن پوتس، Lily Donoghue, Aleyse Shannon, Brittany O'Grady, Caleb Eberhardt, Simon Mead, کری الویس | ترسناک، دلهره‌آور                                | [ ۲۰۶ ] |
| د س ا م ب ر   | ۱۳       | شش زیرزمین                  | نت‌فلیکس / اسکای‌دنس مدیا                                         | مایکل بی (کارگردان); رت ریس، پال ورنیک (فیلمنامه); رایان رینولدز، ملانی لوران، دیو فرانکو، مانوئل گارسیا-رولفو، آدریا آرجونا، کوری هاکینز، Ben Hardy, پیتر استورماره | اکشن، دلهره‌آور                                  | [ ۲۰۷ ] |
| د س ا م ب ر   | ۱۳       | ریچارد جول                  | برادران وارنر                                                   | کلینت ایستوود (کارگردان); Billy Ray (فیلمنامه); پاول والتر هوزر، سم راکول، کتی بیتس، جان هم، اولیویا وایلد | Biography, درام، دلهره‌آور                       | [ ۲۰۸ ] |
| د س ا م ب ر   | ۱۳       | سیبرگ                       | آمازون استودیوز                                                 | بندیکت اندروز (کارگردان); Joe Shrapnel (فیلمنامه); Anna Waterhouse (فیلمنامه); کریستن استوارت، Jack O'Connell, آنتونی مکی، مارگارت کوالی، کالم مینی، زازی بیتز، وینس وان | دلهره‌آور                                        | [ ۲۰۹ ] |
| د س ا م ب ر   | ۱۳       | یک زندگی پنهان              | فاکس سرچلایت پیکچرز                                             | ترنس مالیک (کارگردان/فیلمنامه); آگوست دیل، والری پاکنر، ماریا سایمون، توبیاس مورتی، برونو گانتس، ماتیاس اسخونارتس، Karin Neuhäuser, اولریش ماتس | درام، دلهره‌آور                                  | [ ۲۱۰ ] |
| د س ا م ب ر   | ۱۳       | جواهرات تراش‌نخورده          | A24                                                             | برادران سفدی (کارگردانs/فیلمنامه); آدام سندلر، کوین گارنت، ایدینا منزل، کیت استنفیلد، Julia Fox, اریک بوگوسیان | جنایی، دلهره‌آور، درام                           | [ ۲۱۱ ] |
| د س ا م ب ر   | ۱۳       | We Summon the Darkness      | صبان فیلمز                                                      | Marc Meyers (کارگردان); Alan Trezza (فیلمنامه); الکساندرا داداریو، Keean Johnson, مدی هسن، لوگان میلر، جانی ناکسویل | ترسناک، دلهره‌آور                                | [ ۲۱۲ ] |
| د س ا م ب ر   | ۲۰       | جنگ ستارگان: خیزش اسکای‌واکر | لوکاس فیلم / بد روبات                                           | جی. جی. آبرامز (کارگردان/فیلمنامه), کریس تریو (فیلمنامه); دیزی ریدلی، آدام درایور، جان بویگا، اسکار آیزاک، لوپیتا نیونگو، دامنل گلیسون، کلی مری ترن، جوناس سوتامو، بیلی لورد، نائومی آکی، ریچارد ای گرانت، کری راسل، مارک همیل، آنتونی دنیلز، بیلی دی ویلیامز، کری فیشر، ایان مک‌دیارمید | اکشن، ماجراجویی، خیال‌پردازی، علمی تخیلی         | [ ۲۱۳ ] |
| د س ا م ب ر   | ۲۰       | گربه‌ها                      | یونیورسال استودیوز / امبلین اینترتینمنت / ورکینگ تایتل فیلمز    | تام هوپر (کارگردان/فیلمنامه); Lee Hall (فیلمنامه); جیمز کوردن، جودی دنچ، جیسون درولو، ادریس البا، جنیفر هادسون، ایان مک‌کلن، تیلور سوئیفت، ربل ویلسون، Francesca Hayward | موزیکال، خیال‌پردازی، درام، کمدی                 | [ ۲۱۴ ] |
| د س ا م ب ر   | ۲۰       | بمب‌شل                       | لاینزگیت                                                        | جی روچ (کارگردان); چارلز راندولف (فیلمنامه); شارلیز ترون، نیکول کیدمن، مارگو رابی، جان لیسگو، کیت مک‌کینون، کانی بریتون، مارک دوپلاس، راب دلینی، مالکوم مک‌داول، الیسون جنی | بیوگرافی, درام                                  | [ ۲۱۵ ] |
| د س ا م ب ر   | ۲۵       | جاسوسان نامحسوس             | فاکس قرن بیستم / بلو اسکای استودیو / چرنین اینترتینمنت          | Nick Bruno, Troy Quane (کارگردانs); Brad Copeland (فیلمنامه); ویل اسمیت، Tom Holland, رشیدا جونز، بن مندلسون، ریبا مک‌اینتایر، ریچل بروزناهان، کارن گیلان، دی‌جی خالد، ماسای اوکا | پویانمایی، خانوادگی، اکشن، کمدی                 | [ ۱۲۵ ] |
| د س ا م ب ر   | ۲۵       | زنان کوچک                   | کلمبیا پیکچرز / New Regency Pictures                            | گرتا گرویگ (کارگردان/فیلمنامه); سورشا رونان، اما واتسون، فلورنس پیو، الیزا اسکانلن، تیموتی شالامی، مریل استریپ، لورا درن، باب ادنکیرک، James Norton, لویی گارل، کریس کوپر, تریسی لتس | درام، رمانتیک                                   | [ ۲۱۶ ] |
| د س ا م ب ر   | ۲۵       | ۱۹۱۷                        | یونیورسال استودیوز / دریم‌ورکس                                   | سم مندس (کارگردان/فیلمنامه); Krysty Wilson-Cairns (فیلمنامه); George MacKay, دین-چارلز چپمن، مارک استرانگ، Andrew Scott, ریچارد مدن، Claire Duburcq, کالین فرث، بندیکت کامبربچ | جنگی, اکشن، درام، دلهره‌آور                      | [ ۲۱۷ ] |
| د س ا م ب ر   | ۲۵       | فقط رحمت                    | برادران وارنر                                                   | دستین دنیل کرتون (کارگردان/فیلمنامه), Andrew Lanham (فیلمنامه); مایکل بی.جردن، جیمی فاکس، بری لارسون، Rob Morgan, تیم بلیک نلسون، ریف اسپال، اوشی جکسون جونیور | بیوگرافی, درام                                  | [ ۲۱۸ ] |
| د س ا م ب ر   | ۲۷       | رحم                         | نئون                                                            | Chinonye Chukwu (کارگردان/فیلمنامه); الفری وودارد، وندل پیرس، آلدیس هاج، ریچارد شیف، دانیل بروکس | درام                                            | [ ۲۱۹ ] |